# Care Santos

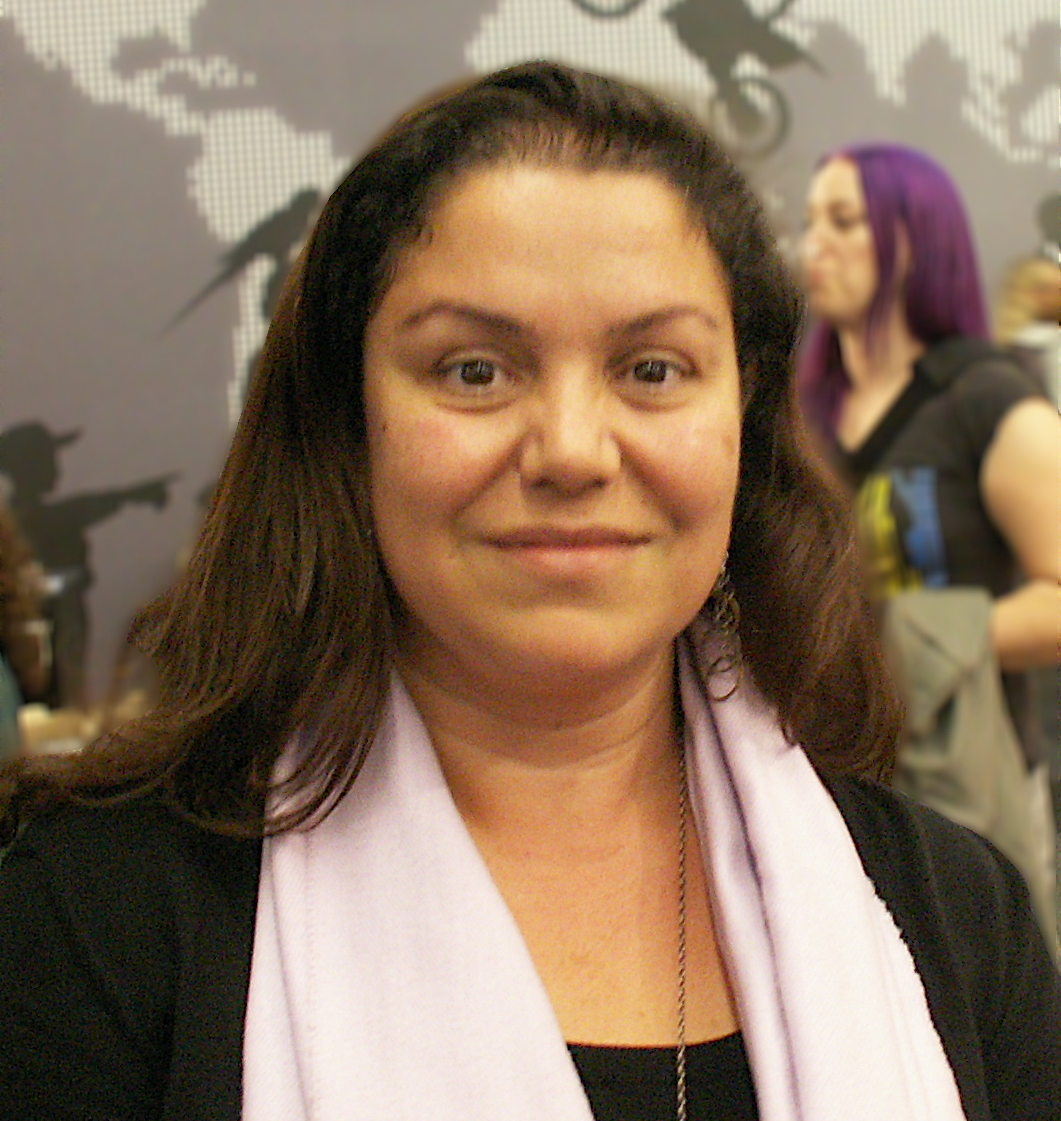
Care Santos, 2014

Care Santos (* 8. April 1970 in Mataró) ist eine spanische Autorin und Journalistin.

## Leben und Werk
Care Santos studierte von 1990 bis 1994 Rechtswissenschaften und spanische Philologie an der Universität Barcelona. Ihre journalistische Laufbahn begann sie bei Diari de Barcelona. Später arbeitete sie für die Zeitungen ABC und El Mundo. Im Alter von 25 veröffentlichte Santos ihren ersten Roman „Cuentos Citricos“. Seitdem hat sie mehr als 40 Titel publiziert, darunter Romane, Kurzgeschichten und Jugendliteratur. International bekannt wurde sie mit dem Roman „Die Geister schweigen“. Ihre Arbeiten wurden in zahlreiche Sprachen übersetzt.
1995 erhielt Santos den Ciudad de Alcalá Literaturpreis und 1998 den Ana Maria Matute Kurzgeschichten-Preis. 1999 bekam sie den Sevilles Ateneo Joven für ihr Werk „Trigal con cuervos“. 2004 gewann sie den Jugendliteraturpreis Gran Angular für „Los ojos del lobo“ und 2009 den El Barco de Vapor-Jugendliteraturpreis für „Se vende mamá“. Für ihren Roman „Als das Leben vor uns lag“ wurde ihr 2017 der Nadal-Literaturpreis verliehen.
Neben ihrer Arbeit als Autorin leitet Santos literarische Seminare und ist als Literaturkritikerin tätig. Sie lebt mit ihren drei Kindern in Barcelona.

## Veröffentlichungen (Auswahl)
- Amann, Klaus (Hrsg.): Mentira. Reclam, Ditzingen 2023, ISBN 978-3-15-014506-7.
- Als das Leben vor uns lag. Bastei Lübbe, Köln 2018, ISBN 978-3-404-17751-6.
- Der Duft der Träume. Bastei Lübbe, Köln 2015, ISBN 978-3-404-17288-7.
- Die Geister schweigen. Fischer, Frankfurt am Main 2014, ISBN 978-3-596-19454-4.
- Der Tod der Venus. Knaur, München 2010, ISBN 978-3-426-50594-6.